# Elem Klimov
Elem Klimov (russisk: Элем Германович Климов) (født 9. juli 1933 i Volgograd i Sovjetunionen, død 26. oktober 2003 i Moskva i Rusland) var en sovjetisk filminstruktør.

## Filmografi
- Dobro pozjalovat, ili Postoronnim vkhod vospresjjon (Добро пожаловать, или Посторонним вход воспрещён, 1964)[1]
- Pokhozjdenija zubnogo vratja (Похождения зубного врача, 1965)
- Sport, sport, sport (Спорт, спорт, спорт, 1970)
- Agonia (Dødskampen) (Агония, 1981)
- Afsked (Прощание, 1981)
- Kom og se (Иди и смотри, 1985)